# IQCG
IQCG (англ. IQ motif containing G) – білок, який кодується однойменним геном, розташованим у людей на 3-й хромосомі. Довжина поліпептидного ланцюга білка становить 443 амінокислот, а молекулярна маса — 51 918.
| 10         |  | 20         |  | 30         |  | 40         |  | 50         |
| ---------- |  | ---------- |  | ---------- |  | ---------- |  | ---------- |
| MEEDSLEDSN |  | LPPKVWHSEM |  | TVSVTGEPPS |  | TVEEEGIPKE |  | TDIEIIPEIP |
| ETLEPLSLPD |  | VLRISAVLED |  | TTDQLSILNY |  | IMPVQYEGRQ |  | SICVKSREMN |
| LEGTNLDKLP |  | MASTITKIPS |  | PLITEEGPNL |  | PEIRHRGRFA |  | VEFNKMQDLV |
| FKKPTRQTIM |  | TTETLKKIQI |  | DRQFFSDVIA |  | DTIKELQDSA |  | TYNSLLQALS |
| KERENKMHFY |  | DIIAREEKGR |  | KQIISLQKQL |  | INVKKEWQFE |  | VQSQNEYIAN |
| LKDQLQEMKA |  | KSNLENRYMK |  | TNTELQIAQT |  | QKKCNRTEEL |  | LVEEIEKLRM |
| KTEEEARTHT |  | EIEMFLRKEQ |  | QKLEERLEFW |  | MEKYDKDTEM |  | KQNELNALKA |
| TKASDLAHLQ |  | DLAKMIREYE |  | QVIIEDRIEK |  | ERSKKKVKQD |  | LLELKSVIKL |
| QAWWRGTMIR |  | REIGGFKMPK |  | DKVDSKDSKG |  | KGKGKDKRRG |  | KKK        |

A: Аланін

C: Цистеїн

D: Аспарагінова кислота

E: Глутамінова кислота

F: Фенілаланін

G: Гліцин

H: Гістидин

I: Ізолейцин

K: Лізин

L: Лейцин

M: Метіонін

N: Аспарагін

P: Пролін

Q: Глутамін

R: Аргінін

S: Серин

T: Треонін

V: Валін

W: Триптофан

Задіяний у таких біологічних процесах, як диференціація клітин, сперматогенез, альтернативний сплайсинг. 
Білок має сайт для зв'язування з молекулою кальмодуліну. 
Локалізований у цитоплазмі, цитоскелеті, клітинних відростках.